# جمرة التراب
جمرة التراب هي فترة من فترات السّنة، حسب التّقويم «العربي» أو الفلاحي، تبدأ يوم 06 مارس وتدوم أربعة أيّام، تأتي بعد دخول فصل الربيع مباشرة، وتبدأ فيها الأرض بالدّفئ تدريجيّا.

## أصل التّسمية
سمّيت بذلك لأنّ درجة حرارة الأرض في هذه الفترة ترتفع وتصبح حارّة مثل الجّمر.